# Salvia farinacea
Salvia farinacea es una planta perenne de la familia de las lamiáceas. Es originaria de México y partes de Estados Unidos incluido Texas. 

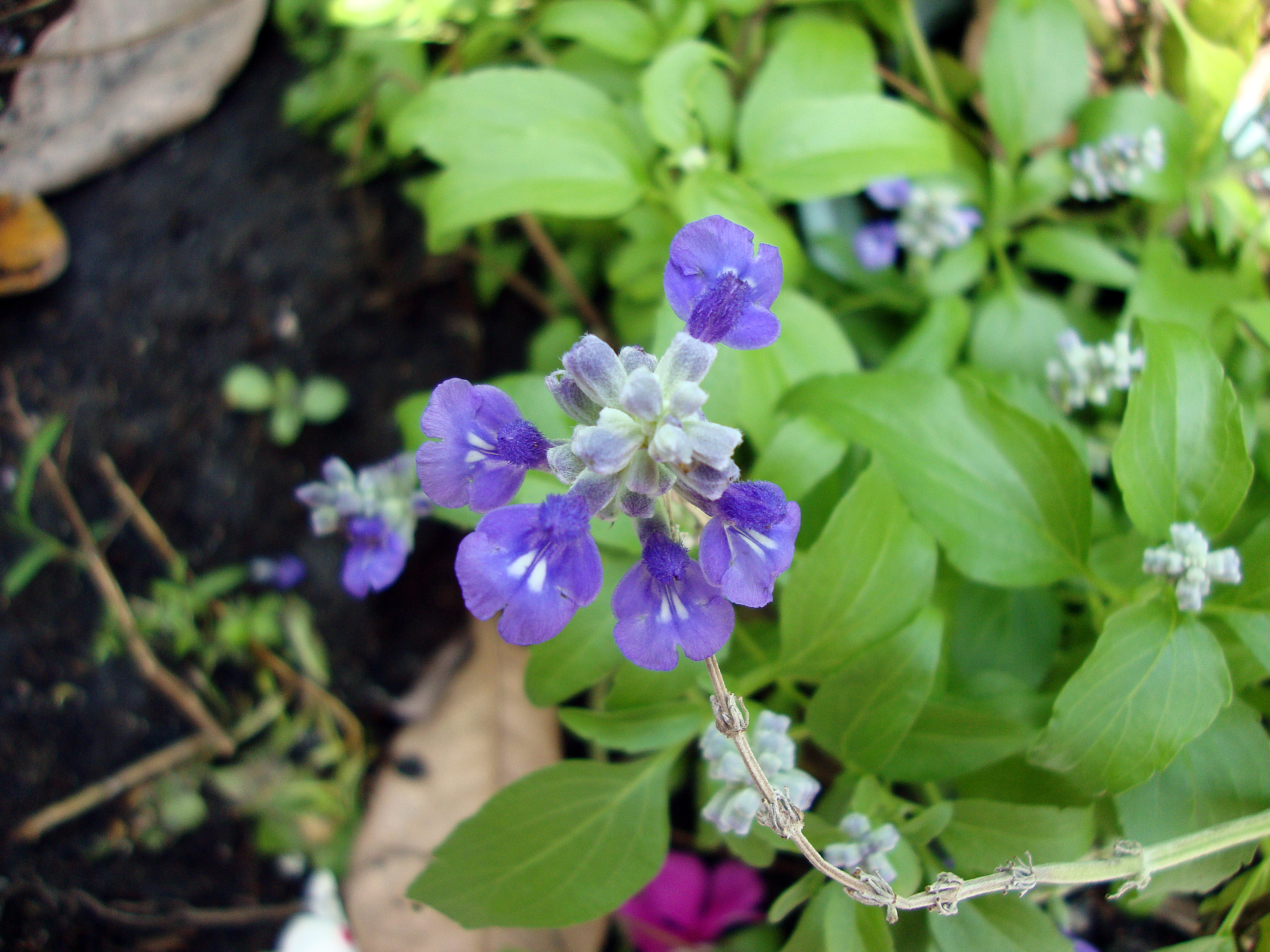
Detalle de la flor

## Descripción
Es una planta herbácea con inflorescencias de color violeta-azul con hojas estrechas y brillantes, lo que la diferencia de otras salvias que llevan hojas aterciopeladas y opacas. Esta planta requiere de sol total o parcial y crecerá hasta los 90 cm o más con buena tierra. Esta planta atrae las mariposas y colibríes .

## Taxonomía
Salvia farinacea fue descrita por George Bentham y publicado en Labiatarum Genera et Species 274. 1833.
Etimología
Ver: Salvia
farinacea: epíteto latino que significa "harinoso".
Sinonimia
- Salvia amabilis K.Koch & C.D.Bouché
- Salvia caesia Scheele
- Salvia earlei Wooton & Standl.
- Salvia farinacea var. heteranthera Brandegee
- Salvia farinacea var. latifolia Shinners
- Salvia trichostyle Bisch.[3][4]